# Saron-sur-Aube
Saron-sur-Aube település Franciaországban, Marne megyében. Lakosainak száma 270 fő (2022. január 1.). Saron-sur-Aube Fontaine-Denis-Nuisy, Baudement, La Celle-sous-Chantemerle, Marcilly-sur-Seine, Saint-Just-Sauvage, Saint-Quentin-le-Verger és Villiers-aux-Corneilles községekkel határos.

## Népesség
A település népessége az elmúlt években az alábbi módon változott:
| Lakosok száma | 239  | 240  | 236  | 284  | 291  | 301  | 304  | 304  | 289  | 270  |
|               | 1968 | 1982 | 1990 | 2006 | 2013 | 2015 | 2017 | 2019 | 2020 | 2022 |